# SN 2003bq
SN 2003bq – supernowa odkryta 6 marca 2003 roku w galaktyce UGC 3513. W momencie odkrycia miała maksymalną jasność 18,70m.